# Nesopupa quadrasi
Nesopupa quadrasi је пуж из реда Stylommatophora и фамилије Pupillidae. 

## Угроженост
Подаци о распрострањености ове врсте су недовољни.

## Распрострањење
Гвам је једино познато природно станиште врсте.

## Станиште
Врста Nesopupa quadrasi има станиште на копну.